# Іскра (Калінінградська область)
Іскра (рос. Искра) — селище Німанського району, Калінінградської області Росії. Входить до складу Німанського міського поселення.
Населення —  152 особи (2015 рік). 